# Validació subjectiva
La validació subjectiva o efecte de validació personal és un biaix cognitiu pel qual una persona considera que certa informació és correcta si té algun significat personal per a ella. Quan l'opinió d'una persona es veu afectada per la validació subjectiva, aquesta percebrà que dos esdeveniments que aparentment no tenen relació, estan relacionats perquè la seva creença personal exigeix que així sigui. Es creu que aquest fenomen és darrere de tots els pensaments i conviccions de fets paranormals. Segons Bob Carroll el psicòleg Ray Hyman és el major expert en la validació subjectiva i la lectura en fred. El terme validació subjectiva va aparèixer per primera vegada en el llibre de 1980 La psicologia de la psíquica per David F. Marks i Richard Kammann.